# Bådan
Bådan este o arie protejată (arie specială de conservare — SAC, sit de importanță comunitară — SCI) din Suedia întinsă pe o suprafață de 1.854,3 ha, integral pe uscat.

## Localizare
Centrul sitului Bådan este situat la coordonatele 65°23′45″N 22°13′30″E / 65.3957°N 22.2251°E.

## Înființare
Situl Bådan a fost declarat sit de importanță comunitară în iulie 2000 pentru a proteja 1 specie de plante. Situl a fost protejat și ca arie specială de conservare în martie 2011.

## Biodiversitate
Situată în ecoregiunile boreală și marină baltică, aria protejată conține 8 habitate naturale: Bancuri de nisip acoperite în permanență slab de apă marină, Păduri naturale în etape succesive primare ale suprafețelor emergente de coastă, Vegetație perenă pe țărmurile stâncoase, Pajiști uscate europene, Salicornia și alte specii anuale care populează regiunile mlăștinoase și nisipoase, Recifuri, Roci stâncoase cu vegetație pionieră de Sedo-Scleranthion sau Sedo albi-Veronicion dillenii, Pășuni de coastă din Baltica boreală.
La baza desemnării sitului se află o specie protejată de  plante: Artemisia campestris subsp. bottnica.